# Лазар Џамић
Лазар Џамић (рођен 19. марта 1960. у Смедереву) је један од водећих светских дигиталних стратега, предавач на катедри за дигитални маркетинг на Факултету за медије и комуникације Универзитета Сингидунум, писац и бивши шеф за бренд планирање у европској централи компаније Google.

## Професионална биографија
Ђамић је завршио основне студије на Правном факултету Универзитета у Београду. До одласка у Лондон крајем деведесетих, на српској маркетинг сцени је био познат као консултант, колумниста, публициста, новинар и уредник у штампи и на радију. Предавао је маркетинг комуникације на више пословних школа, бројним семинарима, као и на постдипломским студијама PR-a на Економском факултету у Београду. Био је сарадник магазина Кошава и New Moment и писао је недељну колумну у викенд издању листа Наша Борба.
Био је директор планирања у неколико водећих интегрисаних британских агенција (EHS Brann, Kitcatt Nohr Digitas), као и у дигиталној "pureplay" агенцији Underwired. Награђиван је као стратег на пројектима за водеће британске клијенте као што су Waitrose, Virgin Holidays, Visit Wales, GAP, Glenfiddich, AXA, Nando's и многе друге.
Специјалиста је за дигитални тренинг и један од првих дигиталних предавача на IDM (Institute of Direct Marketing), као и чест говорник на конференцијама. О дигиталном маркетингу је писао за многе водеће светске публикације, укључујући и британски лист Гардијан.
Од 2015. године је предавач на Катедри за дигитални маркетинг Факултета за медије и комуникације у Београду.